# Dario G
Dario G bylo umělecké jméno anglického trance/dance hudebníka Paula Spencera (19. května 1971 – 17. června 2024). Původně byla Dario G trojice, která pocházela z Crewe, Cheshire v Anglii. Jejich největším hitem je skladba „Sunchyme“ z roku 1997, která dosáhla 2. místo v žebříčku UK Singles Chart a 1. místo v americkém žebříčku Hot Dance Club Play.
Mnoho písní tohoto projektu (například/zejména „Dream to Me“, „Say What's on Your Mind“, „Heaven Is Closer (Feels Like Heaven)“ a „Strobe“) nazpívala norská profesionální zpěvačka Ingfrid (také Ingrid) Straumstøyl Råheim, která vystudovala zpěv a hudbu na Norské hudební konzervatoři v hlavním městě Norska, Oslu.

## Diskografie

### Alba
- 1998 Sunmachine – Kinetic Records, Reprise Records, CD, MC
- 2001 In Full Colour – Mercury, Manifesto, CD, MC, LP

### Singly
- 1997 „Sunchyme"
- 1998 „Carnaval de Paris“
- 1998 „Sunmachine"
- 2000 „Voices"
- 2001 „Dream to Me"
- 2001 „Say What's on Your Mind"
- 2002 „Carnaval 2002"
- 2003 „Heaven Is Closer (Feels Like Heaven)"
- 2006 „Ring of Fire“
- 2010 „Game On"
- 2014 „We Got Music"